# Kanta-Espoo
Kanta-Espoo (en suédois :) est une zone statistique de la ville d'Espoo en Finlande.

## Description
Kanta-Espoo est le plus peuplé de la ville d'Espoo.
Le quartier Espoon keskus lui est rattaché pour les statistiques même s'il fait administrativement partie de Vanha-Espoo.